# Persone di cognome Reid
| Questa pagina contiene informazioni ricavate automaticamente dalle voci biografiche con l'ausilio del template Bio e di un bot. L'aggiornamento è periodico e automatico e ricostruisce completamente la pagina. Se manca una persona in questa lista, sei pregato di non aggiungerla, ma accertati piuttosto che la sua voce biografica contenga il template Bio e che i dati anagrafici siano correttamente compilati. Se il template Bio manca, inseriscilo tu stesso o, in alternativa, metti l'avviso {{tmp\|Bio}} che ne segnala la mancanza. Se i dati riportati sono sbagliati, correggi direttamente la voce biografica; le modifiche saranno visibili in questa lista entro pochi giorni. Per chiarimenti vedi il progetto antroponimi. La lista contiene solo le 91 persone che sono citate nell'enciclopedia e per le quali è stato implementato correttamente il template Bio. Pagina aggiornata al 7 ago 2025. |

Questa è una lista di persone presenti nell'enciclopedia che hanno il cognome Reid, suddivise per attività principale.

## Allenatori di calcio(4)
- Billy Reid, allenatore di calcio e ex calciatore scozzese (Glasgow, n. 1963)
- Andy Reid, allenatore di calcio e ex calciatore irlandese (Dublino, n. 1982)
- Steven Reid, allenatore di calcio e ex calciatore inglese (Kingston, n. 1981)
- Willie Reid, allenatore di calcio e calciatore scozzese (Baillieston, n. 1884 - Baillieston, † 1966)

## Allenatori di football americano(1)
- Andy Reid, allenatore di football americano statunitense (Los Angeles, n. 1958)

## Artisti(2)
- Jamie Reid, artista, grafico e anarchico britannico (Croydon, n. 1947 - Liverpool, † 2023)
- Bill Reid, artista canadese (Victoria, n. 1920 - Vancouver, † 1998)

## Attori(8)
- Carl Benton Reid, attore statunitense (Lansing, n. 1893 - Hollywood, † 1973)
- Elliott Reid, attore e sceneggiatore statunitense (New York, n. 1920 - Studio City, † 2013)
- Michael Eric Reid, attore statunitense (New York, n. 1992)
- Noah Reid, attore canadese (Toronto, n. 1987)
- Rupert Reid, attore australiano (Canberra, n. 1975)
- Sam Reid, attore australiano (Nuovo Galles del Sud, n. 1987)
- Tim Reid, attore, produttore televisivo e regista statunitense (Norfolk, n. 1944)
- Wallace Reid, attore, regista e sceneggiatore statunitense (St. Louis, n. 1891 - Los Angeles, † 1923)

## Attrici(7)
- Anne Reid, attrice britannica (Newcastle upon Tyne, n. 1935)
- Beryl Reid, attrice britannica (Hereford, n. 1919 - † 1996)
- Frances Reid, attrice statunitense (Wichita Falls, n. 1914 - Beverly Hills, † 2010)
- Kate Reid, attrice canadese (Londra, n. 1930 - Stratford, † 1993)
- Sheila Reid, attrice britannica (Glasgow, n. 1937)
- Storm Reid, attrice statunitense (Atlanta, n. 2003)
- Tara Reid, attrice, personaggio televisivo e produttrice cinematografica statunitense (Wyckoff, n. 1975)

## Calciatori(8)
- Adrian Reid, calciatore giamaicano (Kingston, n. 1985)
- Garfield Reid, calciatore giamaicano (n. 1981)
- Jamie Reid, calciatore nordirlandese (Torquay, n. 1994)
- Duggie Reid, calciatore scozzese (West Kilbride, n. 1917 - Fareham, † 2002)
- Kyel Reid, calciatore inglese (Londra, n. 1987)
- Peter Reid, ex calciatore e allenatore di calcio inglese (Huyton, n. 1956)
- Rohan Reid, calciatore giamaicano (n. 1981)
- Winston Reid, ex calciatore neozelandese (Auckland, n. 1988)

## Cantanti(5)
- Etta Baker, cantante e chitarrista statunitense (Caldwell County, n. 1913 - Fairfax, † 2006)
- Junior Reid, cantante giamaicano (Kingston, n. 1963)
- Ellen Reid, cantante e tastierista canadese (Selkirk, n. 1966)
- Johnny Reid, cantante canadese (Lanark, n. 1974)
- Terry Reid, cantante e chitarrista britannico (St Neots, n. 1949 - † 2025)

## Cantautrici(1)
- Alyssa Reid, cantautrice canadese (Edmonton, n. 1993)

## Cestiste(1)
- Tracy Reid, ex cestista statunitense (Miami, n. 1976)

## Cestisti(10)
- Billy Reid, ex cestista, allenatore di pallacanestro e dirigente sportivo statunitense (New York, n. 1957)
- Jim Reid, ex cestista statunitense (n. 1945)
- Naz Reid, cestista statunitense (Asbury Park, n. 1999)
- Arizona Reid, ex cestista statunitense (Gaffney, n. 1986)
- Don Reid, ex cestista statunitense (Washington, n. 1973)
- Duncan Reid, cestista hongkonghese (Hong Kong, n. 1989)
- J.R. Reid, ex cestista e allenatore di pallacanestro statunitense (Virginia Beach, n. 1968)
- Kareem Reid, ex cestista statunitense (Columbus, n. 1975)
- Robert Reid, cestista e allenatore di pallacanestro statunitense (Atlanta, n. 1955 - Houston, † 2024)
- Ryan Reid, cestista statunitense (Lauderdale Lakes, n. 1986 - † 2025)

## Chitarristi(1)
- Vernon Reid, chitarrista e produttore discografico statunitense (Londra, n. 1958)

## Compositori(1)
- L.A. Reid, compositore e produttore discografico statunitense (Cincinnati, n. 1956)

## Compositrici(1)
- Ellen Reid, compositrice statunitense (Oak Ridge, n. 1983)

## Dirigenti d'azienda(1)
- John Reid, manager britannico (Paisley, n. 1949)

## Editori(1)
- Thomas Wemyss Reid, editore e biografo inglese (Newcastle upon Tyne, n. 1842 - † 1905)

## Filosofi(1)
- Thomas Reid, filosofo scozzese (Strachan, n. 1710 - Glasgow, † 1796)

## Geologi(1)
- Harry Fielding Reid, geologo statunitense (Baltimora, n. 1859 - † 1944)

## Giocatori di baseball(1)
- Ryan Reid, giocatore di baseball statunitense (Portland, n. 1985)

## Giocatori di football americano(5)
- Caraun Reid, giocatore di football americano statunitense (New York, n. 1991)
- Eric Reid, giocatore di football americano statunitense (Baton Rouge, n. 1991)
- Jah Reid, giocatore di football americano statunitense (Haines City, n. 1988)
- John Reid, giocatore di football americano statunitense (Mont Laurel, n. 1996)
- Justin Reid, giocatore di football americano statunitense (Prairieville, n. 1997)

## Giornalisti(1)
- Whitelaw Reid, giornalista statunitense (Xenia, n. 1837 - Londra, † 1912)

## Ingegneri(1)
- Wilfrid Thomas Reid, ingegnere britannico (Battersea, n. 1887 - Newton Abbot, † 1968)

## Medici(1)
- James Reid, medico scozzese (Ellon, n. 1849 - † 1923)

## Mezzofondisti(1)
- Joe Reid, mezzofondista britannico (n. 1996)

## Musiciste(1)
- Hannah Reid, musicista britannica (Londra, n. 1989)

## Pallavoliste(1)
- Alexandra Reid, pallavolista statunitense (Denver, n. 1994)

## Piloti di rally(1)
- Robert Reid, copilota di rally britannico (Perth, n. 1966)

## Pittori(2)
- Robert Lewis Reid, pittore statunitense (Stockbridge, n. 1862 - Clifton Springs, † 1929)
- Stephen Reid, pittore e illustratore britannico (Aberdeen, n. 1873 - Hampstead, † 1948)

## Poeti(2)
- Christopher Reid, poeta e scrittore britannico (Hong Kong, n. 1949)
- Keith Reid, poeta e paroliere britannico (Welwyn Garden City, n. 1946 - Londra, † 2023)

## Politici(5)
- George Reid, politico britannico (Johnstone, n. 1845 - Londra, † 1918)
- George Reid, politico e giornalista scozzese (Tullibody, n. 1939)
- Harry Reid, politico statunitense (Searchlight, n. 1939 - Henderson, † 2021)
- Ptolemy Reid, politico guyanese (Dartmouth, n. 1918 - Atlantic Gardens, † 2003)
- Robert Raymond Reid, politico statunitense (Contea di Beaufort, n. 1789 - Tallahassee, † 1841)

## Presbiteri(2)
- Alec Reid, presbitero irlandese (Nenagh, n. 1931 - Dublino, † 2013)
- Carl Reid, presbitero e vescovo anglicano canadese (Hagersville, n. 1950)

## Produttori discografici(1)
- Duke Reid, produttore discografico giamaicano (Portland, n. 1923 - † 1976)

## Pugili(1)
- David Reid, ex pugile statunitense (Filadelfia, n. 1973)

## Sceneggiatori(1)
- Hal Reid, sceneggiatore, commediografo e regista statunitense (Cedarville, n. 1863 - New York, † 1920)

## Scrittori(2)
- Elwood Reid, scrittore, sceneggiatore e produttore televisivo statunitense (Cleveland, n. 1966)
- Iain Reid, scrittore e sceneggiatore canadese (Ottawa, n. 1981)

## Skeletoniste(1)
- Sarah Reid, skeletonista canadese (Calgary, n. 1987)

## Tenniste(1)
- Kerry Reid, ex tennista australiana (Mosman, n. 1947)

## Tennisti(3)
- Grover Reid, ex tennista statunitense (Greenville, n. 1951)
- Matt Reid, tennista australiano (Sydney, n. 1990)
- Todd Reid, tennista australiano (Sydney, n. 1984 - Sydney, † 2018)

## Triplisti(1)
- Julian Reid, triplista e lunghista giamaicano (Kingston, n. 1988)

## Tuffatrici(1)
- Grace Reid, tuffatrice britannica (Edimburgo, n. 1996)

## Senza attività specificata(1)
- Hugo Reid, statunitense (Cardross, n. 1811 - Los Angeles, † 1852)